# Гленда Сандърс
Гленда Сандърс (на английски: Glenda Sanders) е американска писателка на произведения в жанра любовен роман. Писала е и под псевдонимите Гленда Сандс (на английски: Glenda Sands) и Ани Купър (на английски: Annie Cooper).

## Биография и творчество
Гленда Сандърс Качелмайер е родена на 18 септември 1948 г. в Ориндж, Тексас, САЩ, в семейството на Евърет Франклин Сандърс и Дороти Йо Купър. Учи в гимназията „Западен Ориндж“, в която учи шиене и писане. Завършва през 1970 г. университета в Хюстън с бакалавърска степен по журналистика.
Гленда Сандърс е била омъжена за Ръсел Качелмайер в периода 1968-1998 г. Сключват брак в параклиса на университета. Има две деца – Катерине Бригита Евънс и Стивън Ръсел Качелмайер. По време на службата му се местят да живеят в Германия. След това се местят в Хюстън и тя работи като журналист на свободна практика за вестници и списания докато отглежда децата си.
През 1984 г. публикува първия си любовен роман „The Mockingbird Suite“ под псевдонима Гленда Сандс. След него за дълъг период от време се посвещава на писателската си кариера. През 1985 г. семейството се премества да живее в Казими, Флорида, което се отразява на описанията в нейните романи.
През 1988 г. изоставя псевдонима и започва да пише под моминското си име. През 1991 г. за романса „Откраднато щастие“ е удостоена с наградата „РИТА“ за най-добър съвременен романс. Някои от книгите ѝ влизат в списъците на бестселърите.
През 1998 г. се развежда и се премества в Лийсбърг, Флорида. Започва да пише като репортер и колумнист във вестник „The Daily Sun“ от Лейди Лейк, Флорида. Пише за актуални новини, биографии, занимателни истории, и води рубриката „Криволичещият път на ума на средна възраст“.
Гленда Сандърс умира от рак на яйчниците на 17 януари 2008 г. в Лийсбърг, Флорида.

## Произведения

### Като Гленда Сандърс

#### Самостоятелни романи
- Gypsy (1988)
- Скъпи татко!, Daddy, Darling (1989)
- The All American Male (1989)
- Нощ на острова, Island Nights (1990)
- Неизречени тайни, Dark Secrets (1990)
- Doctor, Darling (1991)
- Откраднато щастие, A Human Touch (1991) – награда „РИТА“ за най-добър съвременен любовен роман
- Babycakes (1992)
- Haunting Secrets (1992)
- Нежни тайни, Lovers' Secret (1993)
- Playboy McCoy (1994)
- More Than Kisses (1994)
- Not This Guy! (1995)
- Scandalous Suzanne (1996)
- Not This Gal! (1997)
- Home Again (2001)
- The Things We Do for Love (2001)

#### Участие в общи серии с други писатели

##### Серия „Любовници и легенди“ (Lovers and Legends)
- Dr. Hunk (1993)

от серията има още 10 романа от различни автори

##### Серия „Изгубена любов“ (Lost Loves)
- What Might Have Been (1994)

от серията има още 4 романа от различни автори

##### Серия „Тайни фантазии“ (Secret Fantasies)
- Look into My Eyes (1995)

от серията има още 11 романа от различни автори

##### Серия „Грешно легло“ (Wrong Bed)
5. Midnight Train from Georgia (1996)
от серията има още 57 романа от различни автори

#### Сборници
- „Don't Tell Grandfather“ в Marriage by Design (1994) – с Маргарет Читъндън, Джасмин Кресуел и Кати Гилън Такър
- „Sweet Cream And Irish Whiskey“ в Star Dust (1994) – с Дженифър Блейк, Бетина Кран и Джоди Томас

### Като Гленда Сандс

#### Самостоятелни романи
- The Mockingbird Suite (1984)
- Taste of Romance (1985)
- Heart Shift (1985)
- Tall, Dark and Handsome (1986)
- Amended Dreams (1986)
- Hero On Hold (1986)
- Logan's Woman (1987)
- Things We Do for Love (1987)
- Treadmills and Pinwheels (1987)
- The Man Of Her Dreams (1988)
- Home Again (1988)